# Skeleton-Europacup 2005/06
Der Skeleton-Europacup 2005/06 war eine von der Fédération Internationale de Bobsleigh et de Tobogganing (FIBT) veranstaltete Rennserie, die zum sechsten Mal ausgetragen wurde und zum Unterbau des Weltcups gehört. Der Europacup sollte aus fünf Saisonrennen bestehen, der dritte Wettbewerb in Altenberg musste jedoch abgesagt werden und es gingen nur vier Rennen in die Wertung ein.

## Männer

### Veranstaltungen
| Datum                 | Ort        | Sieger          | Zweiter          | Dritter        |
| --------------------- | ---------- | --------------- | ---------------- | -------------- |
| 10. November 2005     | Igls       | Chris Hedquist  | Kyle Tress       | Frank Rommel   |
| 11. Dezember 2005     | Königssee  | Sebastian Haupt | Martin Brugger   | Chris Hedquist |
| 12.–18. Dezember 2005 | Altenberg  | abgesagt        | abgesagt         | abgesagt       |
| 28. Januar 2006       | St. Moritz | Caleb Smith     | Alberto Polacchi | Jon Montgomery |
| 12. Februar 2006      | Winterberg | Jon Montgomery  | Masanori Inoue   | Daniel Mächler |

### Einzelwertung
| Platz | Sportler         | Land                   | Punkte |
| ----- | ---------------- | ---------------------- | ------ |
| 1     | Jon Montgomery   | Kanada                 | 230    |
| 2     | Martin Brugger   | Österreich             | 217    |
| 3     | Eric Gaulin      | Österreich             | 210    |
| 4     | Michael Douglas  | Kanada                 | 190    |
| 5     | Chris Hedquist   | Vereinigte Staaten     | 180    |
| 6     | Wolfram Lösch    | Deutschland            | 175    |
| 7     | Greg Kirk        | Vereinigtes Königreich | 159    |
| 8     | Sebastian Haupt  | Deutschland            | 145    |
| 9     | Alberto Polacchi | Italien                | 145    |
| 10    | Keith Loach      | Kanada                 | 143    |

### Nationenwertung
| Platz | Land                   | Punkte |
| ----- | ---------------------- | ------ |
| 1     | Vereinigte Staaten     | 275    |
| 2     | Österreich             | 266    |
| 3     | Deutschland            | 252    |
| 4     | Vereinigtes Königreich | 243    |
| 5     | Kanada                 | 223    |
| 6     | Italien                | 221    |
| 7     | Irland                 | 126    |
| 8     | Russland               | 113    |
| 9     | Schweiz                | 95     |
| 10    | Bermuda                | 76     |

## Frauen

### Veranstaltungen
| Datum                 | Ort        | Siegerin      | Zweite            | Dritte            |
| --------------------- | ---------- | ------------- | ----------------- | ----------------- |
| 10. November 2005     | Igls       | Kati Klinzing | Anja Huber        | Bree Schaaf Boyer |
| 11. Dezember 2005     | Königssee  | Marion Trott  | Kathleen Lorenz   | Amy Gough         |
| 12.–18. Dezember 2005 | Altenberg  | abgesagt      | abgesagt          | abgesagt          |
| 28. Januar 2006       | St. Moritz | Marion Trott  | Amy Gough         | Melissa Hoar      |
| 12. Februar 2006      | Winterberg | Kati Klinzing | Bree Schaaf Boyer | Marion Trott      |

### Einzelwertung
| Platz | Sportlerin           | Land                   | Punkte |
| ----- | -------------------- | ---------------------- | ------ |
| 1     | Marion Trott         | Deutschland            | 355    |
| 2     | Bree Schaaf Boyer    | Vereinigte Staaten     | 255    |
| 3     | Kathleen Lorenz      | Deutschland            | 250    |
| 4     | Kati Klinzing        | Deutschland            | 242    |
| 5     | Amy Gough            | Kanada                 | 230    |
| 6     | Charnia Weightman    | Vereinigtes Königreich | 225    |
| 7     | Keslie Ann Tomlinson | Vereinigte Staaten     | 215    |
| 8     | Sarah Reid           | Kanada                 | 185    |
| 9     | Kim Krolewski        | Vereinigte Staaten     | 137    |
| 10    | Maggie Davies        | Vereinigtes Königreich | 130    |
| 10    | Marci Francis        | Vereinigte Staaten     | 130    |

### Nationenwertung
| Platz | Land                         | Punkte |
| ----- | ---------------------------- | ------ |
| 1     | Deutschland                  | 228    |
| 2     | Vereinigte Staaten           | 195    |
| 3     | Vereinigtes Königreich       | 171    |
| 4     | Kanada                       | 161    |
| 5     | Russland                     | 71     |
| 6     | Amerikanische Jungferninseln | 55     |
| 7     | Australien                   | 54     |
| 8     | Schweiz                      | 53     |
| 9     | Italien                      | 45     |
| 10    | Finnland                     | 42     |